# Aliceni (okręg Satu Mare)
Aliceni – wieś w Rumunii, w okręgu Satu Mare, w gminie Târșolț. W 2011 roku liczyła 410 mieszkańców.